# Jaline Prado
 Jaline Prado de Oliveira (Campos dos Goytacazes, 27 de dezembro de 1979) é uma voleibolista indoor brasileira, canhota e atuante na posição de  Oposto,possui marca de alcance de 320 cm no ataque e 304cm no bloqueio, e quando atuou por clubes nacionais obteve a medalha de prata no extinto Torneio Internacional Salonpas Cup de 2003 realizado no Brasil e atuando por clubes internacionais conquistou a medalha de ouro na edição da Copa CEV na temporada 2010-11 com a fase final sediada na Itália.

## Carreira
Jaline começou a praticar voleibol em sua cidade natal e nesta ingressou aos 13 anos de idade na escolinha de vôlei, em seguida teve passagem pelas categorias de base da   AABB Campos dos Goytacazes.A trajetória dela como profissional iniciou em 1996 no Tietê V.Cna temporada 1996-97, período este que disputou sua primeira edição da Superliga Brasileira A, quando contribuiu com doze pontos, destes quatro foram de ataques, seis de bloqueios e dois de saquesalcançando a décima posição, na ocasião foi o em último lugar do campeonato. 
Representou na categoria juvenil da Seleção Paulista no Campeonato Brasileiro de Seleções Estaduais de 1997, divisão especial, ocasião que conquistou o título desta edição, sediado em Belo Horizonte neste mesmo ano teve uma breve passagem pelo  São Bernardo e no ano seguinte jogou pela UnGno Campeonato Paulista de 1998e por este clube alcançou o quarto lugar na Superliga Brasileira A 1998-99.
Na jornada esportiva de 1999-00 foi contratada pela equipe da Petrobrás/Macaé e por este disputou a correspondente edição da Superliga Brasileira A, campeonato que registrou cinquenta e nova pontos, destes quarenta e seis foram de ataques, dez de bloqueios e tres provenientes de saques, alcançando a sexta posição ao final competição.No período esportivo seguinte fez parte do elenco do Vasco da Gama e sagrou-se campeã do Campeonato Carioca de 2000 e  avançou a sua primeira final da Superliga Brasileira A 2000-01, conquistando nesta edição o vice-campeonato realizando apenas onze pontos, destes dez foram de ataques e um de bloqueio.
O ACF/Campos a contratou para reforçar sua equipe para as disputas de 2001-02 conquistando mais um título do Campeonato Cariocaalém dos títulos da Copa Sudeste e também da Taça Premium, ambas em 2001 e na correspondente Superliga Brasileira A  foi semifinalista, encerrando na quarta colocação, além dos vice-campeonatos do Grand Prix Brasil  e da Supercopa, registrando dezessete pontos, sendo catorze de ataques, dois de bloqueios e um de saque.
Permaneceu no ACF/Campos em mais uma jornada esportiva, contribuindo para a conquista da inédita medalha de bronze na Superliga Brasileira A 2002-03, com melhor desempenho que na temporada anterior, já na condição de titular, quando atingiu a marca de 123 pontos para este resultado, sendo 103 de ataques, 17 de bloqueios e 3 de saques.
Nas competições do período 2003-04 renovou com o ACF/Campos, sagrando-se tricampeã consecutivamente do Campeonato Carioca de 2003sob o comando do técnico Luizomar de Moura , também neste ano foi vice-campeã do extinto Torneio Internacional Salonpas Cup de 2003, sediado em várias cidades do Nordeste e a final foi em Recife, já na Superliga Brasileira A 2003-04 terminou por esta equipe na sexta colocação, realizando 61 pontos, destes 53 foram de ataques e 8 de bloqueios.
Pela primeira vez atuou no voleibol europeu, defendendo a equipe de Barcelona do CV Sant Cugat/Barcelona na temporada 2004-05, mas encerrou na décima quarta colocação da Superliga Espanhola A.
Em 2005 foi repatriada para reforçar a equipe do Flamengo/Gov.Est.Rio e disputou a Superliga Brasileira A 2005-06sob o comando do técnico Sérgio Negrãona qual encerrou por esta equipe na oitava posição quando registrou 217 de pontos, sendo 197 pontos de ataques, 17 de bloqueios e 3 de saques, sendo a sétima entre as melhores atacantes em eficiência da edição.
Jaline prosseguiu sua carreira mais uma vez no voleibol europeu, desta vez no voleibol italiano, época que representou o Riso Scotti Pavia na temporada 2006-07 disputando as semifinais da Copa A2 Itália e da referente Liga A2 Italiana, na qual encerrou na quinta posição,e atingiu um total de  560 pontos em 32 jogos.
Defendeu o Stamplast San Vito nas competições de 2007-08, obtendo a décima posição na Liga A2 Italiana, totalizando na temporada 453 pontos em 30 jogos.Renovou com o Stamplast San Vito por mais uma jornada, encerrando na nona colocação na Liga A2 Italiana e avançou até as quartas de final no Playoff de acesso a elite deste paíse nesta temporada contribuiu com 308 pontos em 27 jogos.
Transferiu-se para o So.Ge.S.A. Roma Pallavolo e o reforçou na Liga A2 Italiana 2009-10, encerrando na décima quarta posiçãoe registrou 452 pontos em 29 partidas.
Pela primeira vez atua por um clube na elite do voleibol italiano, quando atuou pelo  Chateau D'Ax Urbino Volley avançando as quartas de final também na Copa A1 Itália e encerrando na quarta posição e na Liga A1 Italiana 2010-11marcando 66 pontos em 24 jogos.E representando o Chateau D'Ax Urbino Volley disputou a edição da Copa CEV 2010-11 e conquista o inédito título desta edição cujas finais deu-se em Urbino e foi a quarta colocada entre as melhores atacantes da competição.
Na temporada 2011-12 anunciada como reforço do elenco do Rota Volley Mercato San Severino e novamente disputou a Liga A2 Italiana, alcançando a décima primeira posição, e permaneceu neste clube até 12 de janeiro de 2012registrando nesta liga 54 pontos em 14 jogos.Mesmo em andamento a temporada 2011-12 na Liga A1 Italiana, Jaline foi contratada para reforçar o Riso Scotti Pavia, clube que já defendeu anos atrás, para salvá-lo do rebaixamento, e encerrou na décima segunda posição, ou seja, penúltimo lugarrealizando 72 pontos em 22 jogos.
Participou do desafio entre as equipes protagonistas da temporada 2011-12, competição chamada de Lega Volley Summer Tour Rilastil Cup e conquistou o título da Copa Itália Sand Volley 4x4 em 2012.Nas competições de 2012-13 representou o Volley Soverato permanecendo até  11 de dezembro de 2012 quando  equipe encerrou na sexta posiçãodisputou até a décima rodada do primeiro turno, sendo que só atuou até a oitava rodada, marcando 27 pontos em 10 jogos; o motivo da interrupção deve-se ao fato de ter relatado prática de racismo por parte  do então presidente do clube Antonio Matozzo, ameaçando-a de demissão caso não registrasse uma média de 30 pontos por jogo, devido a estes e outros abusos sofridos recorreu a justiça italiana para se transferir para outro clube.
Após temporadas sucessivas no voleibol italiano, ela aparece no ranking das maiores pontuadoras da Liga A Italiana com a marca de 2.081 pontos. Em 2013 transferiu-se para o clube Ereğli Belediye da Turquia.
Depois passou atuar no voleibol grego, quando defendeu o A.O.Markopoulou para temporada 2014-15.
Na sequencia passou atuar no voleibol esloveno, quando conrtyatada pelo GEN-I Volley Nova Gorica para temporada 2015-16conquistando a quarta colocação da Liga A Eslovena  (1. DOL ) de 2015-16.
No período esportivo 2016-17 foi anunciada como atleta do clube francês Amiens LMVB para disputar a Liga A2 Francesa, disputando o Campeonato Frances de Elite (segunda divisão), encerro em oitavo lugar, ou seja, ultimo lugar no Grupo B da competição e no Play out  luta pela permanência nesta divisão.

## Títulos e resultados
- Superliga Brasileira A:2000-01[5][3]
- Superliga Brasileira A:2002-03[3]
- Superliga Brasileira A:1998-99[8] e 2001-02[3]
- Liga A1 Italianaː2010-11[42]
- Liga A Eslovena20015-16[61]
- Copa Itália Sand Volley 4x4ː2012[51]
- Grand Prix de CLubes:2001[15]
- Supercopa de Clubes Campeões:2001[15]
- Copa Sudesteː2001 [5]
- Taça Premium  TV Tarobáː2001[5]
- Campeonato Carioca:2000[6] e 2001[6]
- Campeonato Brasileiro de Seleções Juvenil (Divisão Especial):1997[5]

## Premiações individuais
- 4ª Melhor Atacante da Copa CEV 2010-11[45]
- 7ª Melhor Atacante da Superliga Brasileira A 2005-06[32]